# 中距離拡大防空システム
中距離拡大防空システム（ちゅうきょりかくだいぼうくうシステム、MEADS：Medium Extended Air Defense System）はNATOにおけるパトリオットミサイルの後継地対空ミサイル開発計画である。

## 来歴
アメリカ合衆国やドイツが配備しているパトリオットミサイルやイタリアのナイキハーキュリーズミサイルの後継となる地対空ミサイルとして、自走式で機動性のある野戦防空システムとなることを目指して開発された。現行のシステムに比べて操作人員の省力化も図られており、将来的には現在運用されている各種地対空ミサイルをMEADSに一本化することで効率的な対空ミサイルの統合運用体系を構築する計画であった。
開発の初期段階ではフランスも共同開発国であったが、1996年に脱退している。そのため、アメリカ/ドイツ/イタリアの3ヶ国による共同開発で2012年から配備を開始する予定とし、費用分担はアメリカが58%、ドイツが25%、イタリアが17%とした。当初は日本にも計画への参加が求められていたが、兵器の国際開発が武器輸出三原則への抵触にあたるとして参加が見送られた。そのため日本では独自に03式中距離地対空誘導弾を開発・装備化している。
しかし、2011年2月にアメリカが計画を破棄し、続いてドイツ・イタリアでも計画破棄、開発中止となった。その後主契約企業のロッキード・マーティンでは社内での開発を続行し、2012年11月に初めての迎撃実験（FT-1）を行いMQM-107の迎撃に成功、2013年7月にはランス戦術弾道ミサイル標的の探知・追跡実験を成功、同年11月6日にはニューメキシコ州ホワイトサンズ・ミサイル実験場で、2つの標的に対する同時迎撃実験（FT-2）に成功している。
2015年5月、ドイツは同国の戦術防空計画（TLVS）の機種に、MEADSを元に戦域弾道ミサイルなど各種脅威に対応可能とした改良型を選定した。2017年3月7日にMBDAとの契約が延期された。なおドイツ連邦国防省は、MEADSの成果にかかわらず、既存のパトリオットシステムのソフトウェアとハードウェアを近代化するために数億ユーロを費やす予定だという。
そのほか、ポーランドの中規模防空（Wisła）プログラムに提案される予定。

## システム構成
MEADSの弾頭はパトリオットミサイル・PAC-3を射程延伸した改良型であり、弾頭の直撃により航空機や巡航ミサイル、弾道ミサイルを迎撃する。
システムは、捜索レーダー、射撃管制レーダー、射撃管制システム、ミサイル発射機、ミサイル装填機で構成されている。捜索レーダーはフェイズドアレイ方式であり、全周を監視する。ミサイル発射機は垂直発射方式である。
各々のシステムはC-130輸送機により輸送可能のサイズとなる。
またドイツ陸軍では独自にIRIS-T空対空ミサイルを地対空ミサイルに改造したIRIS-T SLをMEADSのシステムに組み込むことを計画していた。

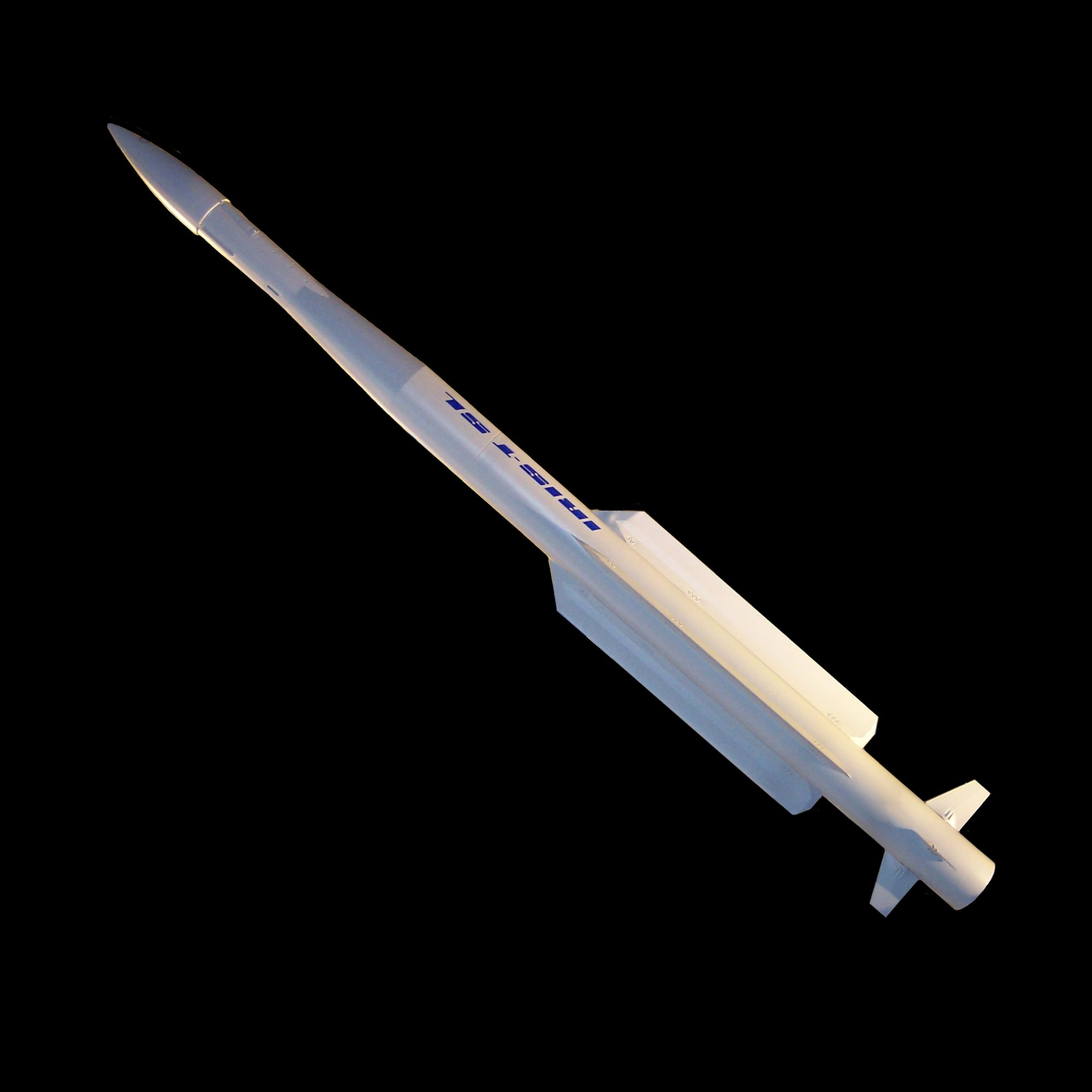
地対空ミサイルIRIS-T SL
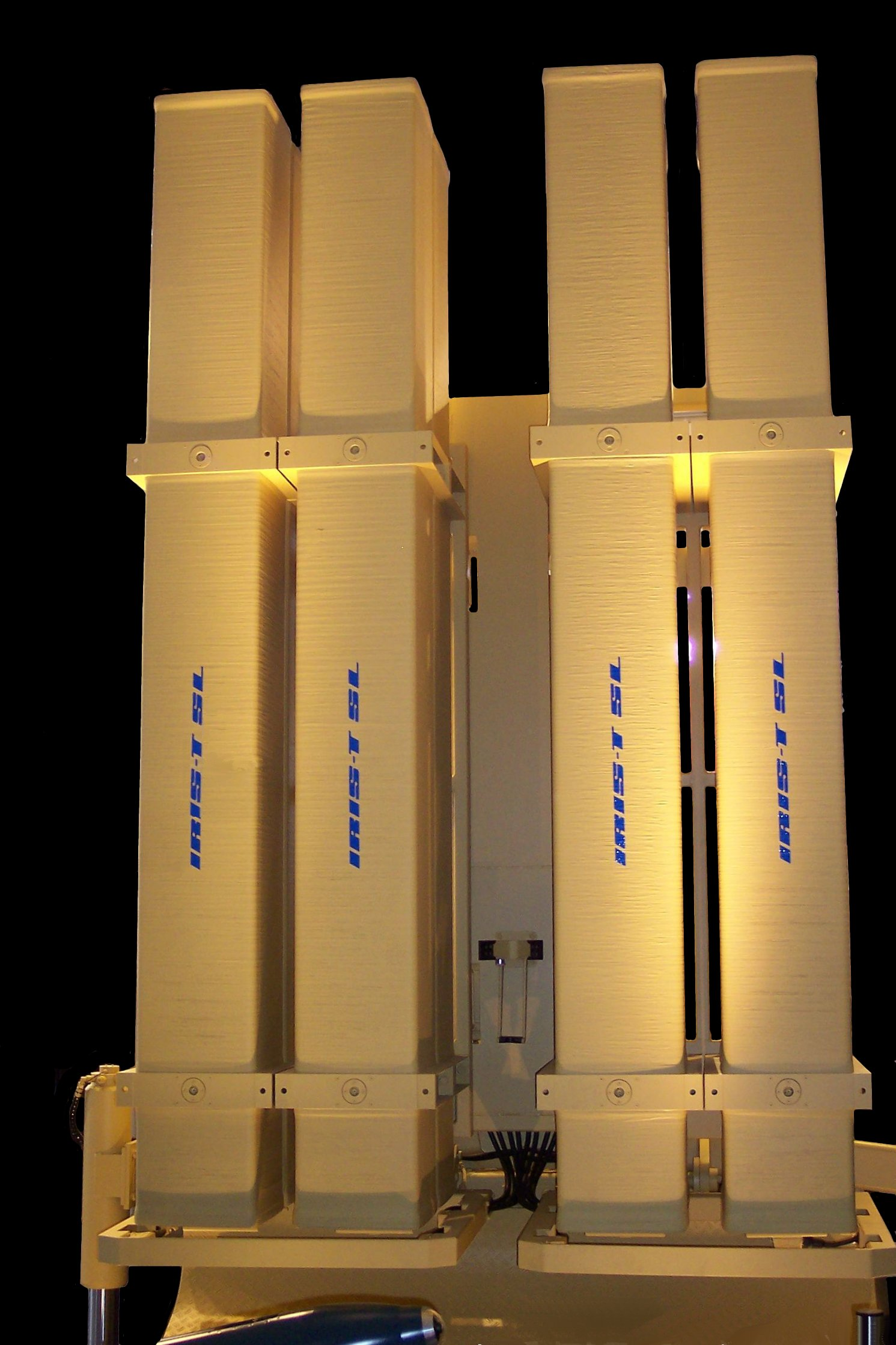
IRIS-T SLの発射システム